# PreZero Rheinlandhalle
Die PreZero Rheinlandhalle (ursprünglich Eissporthalle Duisburg) ist eine Eissporthalle im Stadtteil Neudorf der nordrhein-westfälischen Großstadt Duisburg. Sie ist Teil des Sportparks Duisburg. Die Arena ist Trainings- und Heimspielstätte des Eishockeyclubs der Füchse Duisburg aus der Regionalliga West sowie diverser Hobbymannschaften und den Eiskunstläufern des DSC Kaiserberg.

## Geschichte

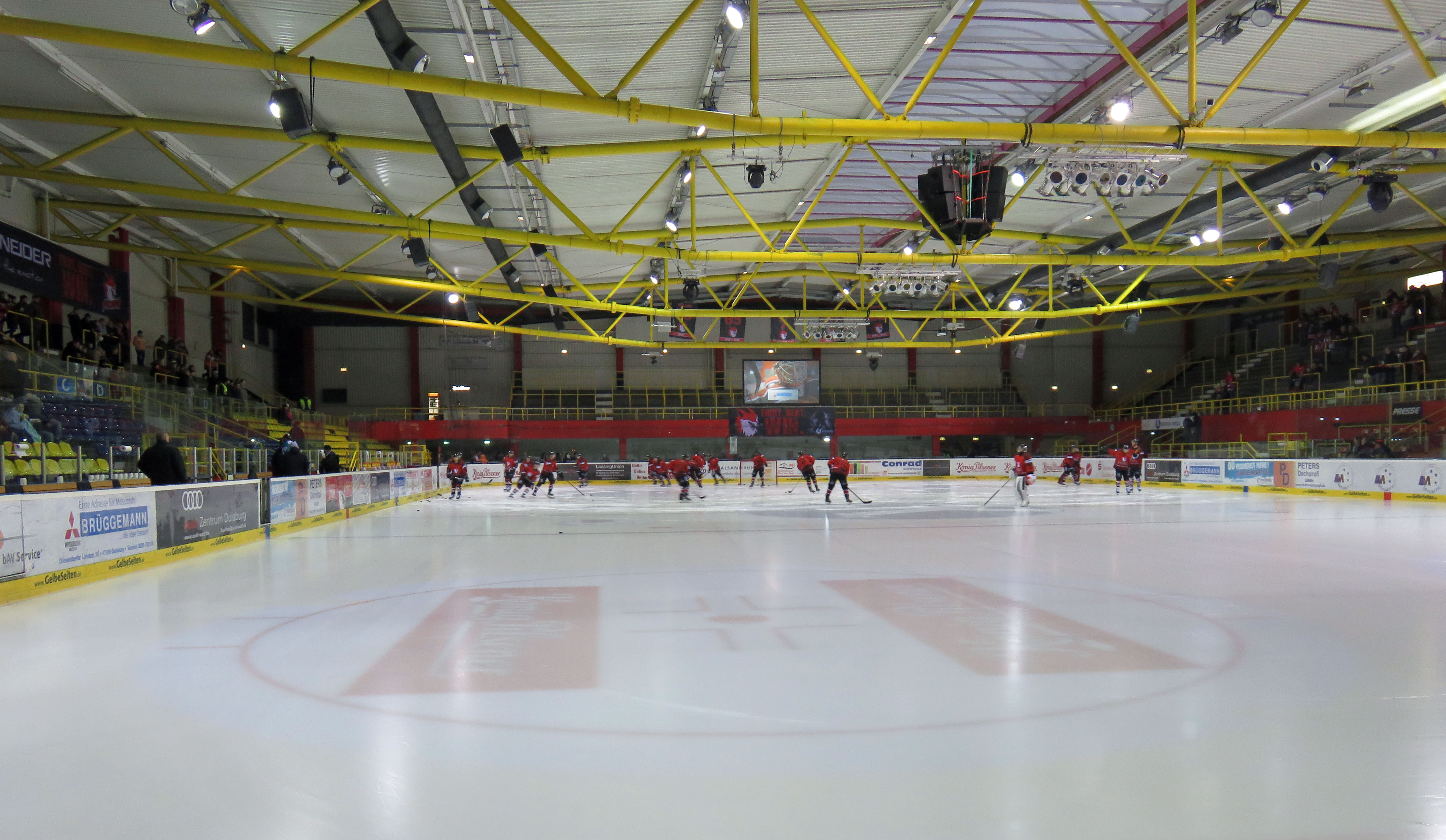
Blick auf die Eisfläche

Erbaut wurde die Eissporthalle 1971 in der direkten Nachbarschaft zum Wedaustadion (heute: Schauinsland-Reisen-Arena) und der Regattabahn im Duisburger Süden. Sie war ursprünglich baugleich mit der Eissporthalle Iserlohn, der Hannibal Arena in Herne und der Eissporthalle Essen-West. Jedoch wurden diese, wie auch die Halle in Duisburg selbst, mehrfach umgebaut und modernisiert. In der Saison 2014/15 wurde die offizielle Kapazität der Halle von 4800 auf 3800 Gäste bei Eishockeyspielen reduziert.
Von Beginn an wurde die Halle sowohl von Eishockeyspielern wie auch Eiskunstläufern gleichermaßen genutzt. Heute tragen die Füchse Duisburg ihre Partien der Oberliga Nord in der Arena aus. Außerdem nutzen die Eiskunstläufer der Roll- und Eissportgemeinschaft Walsum die Halle. Auch für den öffentlichen Eislaufbetrieb inklusive regelmäßiger Disco-Veranstaltungen ist die Halle in den Wintermonaten geöffnet. Im Sommer wird das Eis abgetaut, sodass die Arena für andere Events genutzt werden kann.
Die Umbenennung der SCANIA-Arena zur Kenston-Arena wurde zum Start der Oberliga-Saison 2017/18 vorgenommen. Zur Saison 2019/20 erhielt die Halle den Namen Jomizu-Arena. Zur Saison 2021/22 änderte sich der Name in PreZero Rheinlandhalle. Der Vertrag mit dem in der Abfallwirtschaft und im Recycling tätigen Unternehmen PreZero läuft zunächst für drei Jahre.